# Parti communiste d'Italie (marxiste-léniniste)
Ne doit pas être confondu avec Parti communiste (Marxiste-léniniste) italien ou Parti marxiste-léniniste italien.
Le Parti communiste d'Italie (marxiste-léniniste) - en italien Partito Comunista d'Italia (marxista-leninista), abrégé en PCd'I (m-l) - est un parti politique italien d'extrême gauche et d'inspiration maoïste, né en 1966 d'une scission du Parti communiste italien, et disparu en 1991.

## Historique
Dans le contexte de la rupture sino-soviétique, le PCd'I (m-l) est fondé par des membres du PCI qui refusent la déstalinisation et dénoncent le « révisionnisme » de l'URSS. Le congrès fondateur du parti, dont les principaux dirigeants sont Fosco Dinucci et Osvaldo Pesce, a lieu en octobre 1966 à Livourne, dans le lieu même où avait été fondé en 1921 le Parti communiste d'Italie originel. Le parti dispose d'un journal quotidien, Nuova Unità.
Le PCd'I (m-l) établit rapidement des liens avec la République populaire de Chine et son alliée européenne, la République populaire d'Albanie : bien que de dimensions modestes, le parti atteint en août 1968 le sommet de son prestige dans les milieux de l'extrême-gauche italienne quand Osvaldo Pesce, chargé des relations internationales, voyage à Pékin avec un autre cadre du parti, l'homme d'affaires Dino Dini, et rencontre Mao Zedong en personne. Peu après, cependant, le PCd'I (m-l) commence à être victime d'une série de scissions. En 1969, Dino Dini fonde sa propre organisation, le Parti communiste d'Italie marxiste-léniniste - Ligne rouge (Partito Comunista d'Italia marxista-leninista - Linea Rossa). La même année, la section de Florence fait sécession à son tour  et crée l''Organisation communiste bolchevique italienne marxiste-léniniste (Organizzazione Comunista Bolscevica Italiana marxista-leninista). L'année suivante, Osvaldo Pesce quitte le parti pour fonder sa propre scission, l'Organisation communiste d'Italie-marxiste-léniniste (Organizzazione Comunista d'Italia-marxista-leninista). 
Bien que très affaibli par ces scissions à répétition, le Parti communiste d'Italie (marxiste-léniniste) continue d'exister. Renato Curcio, cofondateur des Brigades rouges, y milite quelque temps avant de passer à l'action terroriste ; le parti ne semble cependant jamais avoir envisagé de passage à la lutte armée. Lors de la détérioration des relations sino-albanaises, le PCd'I (m-l) maintient un temps des liens à la fois avec la Chine et l'Albanie, mais évolue ensuite vers des positions fortement pro-albanaises.

### Convergences inattendues
En 1968, la section d'Imperia du parti cosigne un tract avec l’organisation Giovane Euopa, la branche italienne du mouvement transnational Jeune Europe, qui cherche alors des alliés aussi bien chez les mouvements révolutionnaires du Tiers-monde que chez les dissidents de la gauche radicale européenne. De manière significative, le tract est intitulé : « Le front du tiers monde passe par le fleuve Oussouri ».
Les années suivantes, le parti aura des contacts avec le militant de droite radicale Franco Freda, qui cherche alors à développer une alliance entre tous les acteurs « objectivement engagés dans la négation du monde bourgeois », y compris l’ultra-gauche extra-parlementaire, dans la perspective d'une stratégie de « lutte unitaire contre le Système ». 

### Dissolution
Fosco Dinucci demeure secrétaire général du parti jusqu'à la disparition de celui-ci : en septembre 1991, lors d'un congrès extraordinaire, les militants du PCd'I (m-l) optent pour l'autodissolution du parti et sa fusion, avec une partie de l'ancien appareil du PCI et d'autres mouvements comme Démocratie prolétarienne, au sein du Mouvement pour la refondation communiste, qui donne ensuite naissance au Parti de la refondation communiste.